# لویی بگه
لویی بگه (فرانسوی: Louis Béguet‎; ۷ دسامبر ۱۸۹۴ – ۲ مارس ۱۹۸۳) بازیکن راگبی ۱۵ نفره اهل فرانسه بود.